# Symphonies de Boccherini

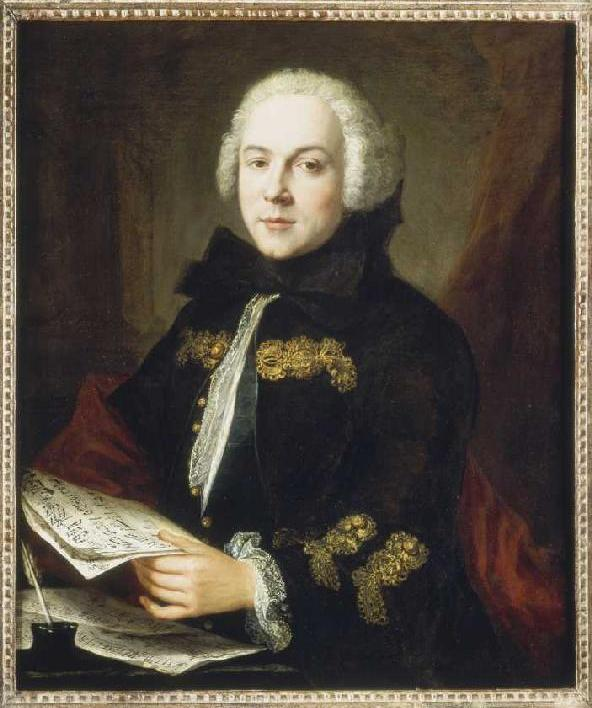
Portrait de Luigi Boccherini, 1764-68. Huile sur toile de Jean-Étienne Liotard. Collection privée, Budenheim, Allemagne.

Les symphonies de Luigi Boccherini sont un ensemble de 27 œuvres avec numéros d'opus attribués par le compositeur. Leurs dates de composition s'échelonnent de 1769 à 1792.

## Discographie
- Symphonies op. 7 & 10, 12, 21, 35, 37 (1, 3-4) & 41, 42 & 45 - Deutsche Kammerakademie Neuss, Dir. Johannes Goritzki (1991/93, 8CD CPO 999 084-2 & 999 172 à 178-2).
- Quatre Symphonies op. 37 nos 1, 3, 4 [G.515, 517-518] et op. 42 [G.520] - London Festival Orchestra dir. Ross Pople (Londres 1995, Hyperion CDA 66904).
- Sinfonie a grande orchestra op. 37 nos 1, 3, 4 [G.515, 517, 518] (1786/87) - Academia Montis Regalis, dir. Luigi Mangiocavallo (1996, Opus 111 OPS 30-168)
- Symphonies op. 35, 41 & 42 [G.519, G.513, G.508, G.520] - Akademie für Alte Musik Berlin (1997-2003, Harmonia Mundi HMA 1951597).
- Fandango, Sinfonia & La Musica Notturna du Madrid - Le Concert des Nations, dir. Jordi Savall (2005, Alia Vox AV 9845).
- Symphonies op. 12 nos 1 et 6 ; Symphonie op. 37 no 1 - London Mozart Player, dir. Matthias Bamert (12-13 janvier 2009, Chandos CHAN 10604)
- Sinfonie Concerto a più instrumenti obbligati op. 37 no 2 [G.516], Sinfonie op. 41 [G.519], Concerto pour violoncelle no 10 [G.483], Octuor [G.470] - Orchestre Pratum Integrum, dir. Pavel Sherbin (23-26 avril 2010, Caro Mitis CM 0012010)